# Chiesa di San Lorenzo (San Giovanni Valdarno)

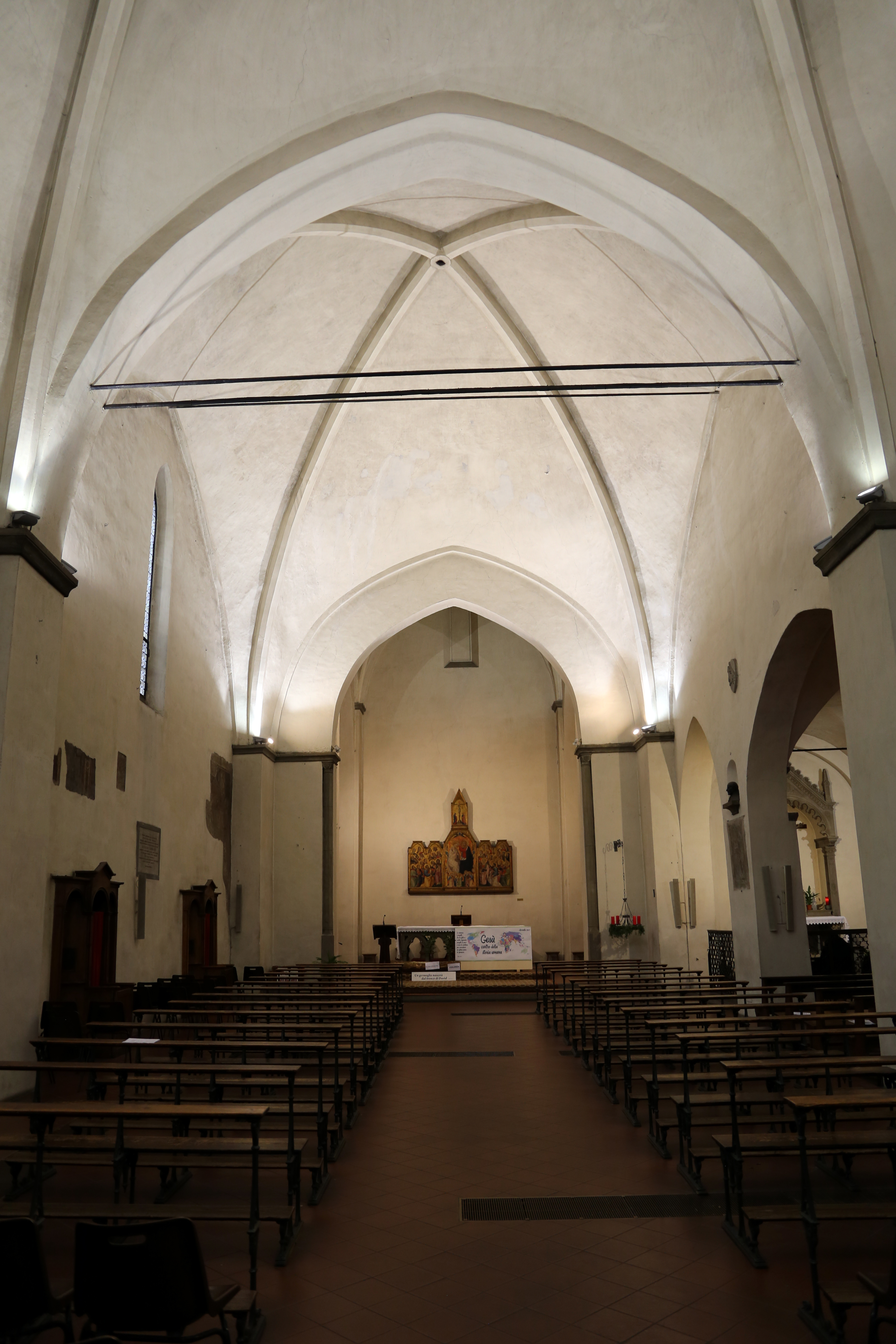
Interno

La chiesa di San Lorenzo è un edificio sacro che si trova in piazza Masaccio, a San Giovanni Valdarno.

## Storia e descrizione
Una chiesetta romanica denominata San Lorenzo in Piano Alberti era già esistente prima della fondazione di Castel San Giovanni. Nella nuova terra murata essa fu poi incorporata nel nuovo edificio sacro costruito in forme gotiche agli inizi del Trecento, di cui divenne la navata laterale destra. La chiesa, aveva avuto molte aggiunte e trasformazioni tra Seicento e l'Ottocento, che furono eliminate nei 'restauri' moderni, in particolar modo l'intervento effettuato nel 1862 distrusse gran parte degli arredi e degli altari settecenteschi.
Dopo gli interventi che hanno teso a riportare la chiesa al suo aspetto 'originario', oggi si presenta all'interno piuttosto spoglia ed austera, più di quanto non lo fosse in origine, anche per la mancanza di molte tavole oggi conservate nel Museo della Basilica. La struttura a due navate, una ampia che termina con il presbiterio, l'altra più piccola, residuo della precedente chiesa, è divisa da pilastri, di cui uno ottagonale con capitello scolpito, ed è coperta da volte a crociera. 
Negli interventi del 1903 sono stati riportati alla luce alcuni dipinti murali, purtroppo generalmente molto danneggiati. Gli affreschi con la Pietà con i simboli della Passione in controfacciata, e il San Pietro liberato dal carcere, della fine del XIV o dell'inizio del XV secolo, sono attribuiti a Mariotto di Nardo. Nella navata destra si vedono altri affreschi lacunosi raffiguranti il Martirio di San Sebastiano nella prima campata, un Sant'Antonio abate con storie della sua vita ed un San Lorenzo nella seconda campata, le Stigmate di San Francesco tra seconda e terza campata, opera di Giovanni di Ser Giovanni detto lo Scheggia, fratello minore di Masaccio. Il Sant'Antonio Abate, per gli aspetti ancora molto masacceschi, dovrebbe essere l'affresco più antico, forse ancora degli anni trenta del Quattrocento. Il Martirio di San Sebastiano invece, sebbene coperto nella parte centrale da un altro affresco probabilmente secentesco, è firmato nella parte bassa e datato 1457 in un'iscrizione letta al momento della scoperta sebbene oggi non più ben leggibile. L'altro affresco in chiesa con Sant'Antonio da Padova e San Bernardino da Siena è anch'esso attribuito allo Scheggia.
Nel 1780, inoltre, fu trovato in un pilastro un cadavere murato. Il corpo, conservato in una nicchia protetta, non è attualmente visibile.
Sopra l'altare maggiore è l'Incoronazione della Vergine e Santi e, nella cuspide Cristo crocifisso e dolenti, attribuita a Giovanni del Biondo (1374 circa), dove l'influenza del linguaggio tenero ed affabile di Nardo di Cione si unisce alla descrizione precisa e alla resa più vivida, quasi caricaturale di molti santi. Le quattro cuspidi laterali sono copie degli originali trafugati, realizzate tra 1914 e 1927. Dello stesso autore sono in chiesa anche due scomparti con un Vir dolorum e un Dio Padre. A destra dell'altare maggiore, si trova l'organo a canne, costruito nel 1881 da Demetrio Bruschi (opus 36); esso è racchiuso all'interno di una cassa lignea neoclassica ed è a trasmissione integralmente meccanica. Lo strumento dispone di 24 registri su unico manuale e pedale.
Diverse opere, provenienti da questa chiesa, sono oggi nel Museo della Basilica, come la tavola di Mariotto di Cristofano con la Madonna in trono col Bambino tra i Santi antonio abate, Lorenzo, Giovanni Battista, Giacomo Apostolo e i quattro committenti e come almeno due opere dello Scheggia: la Madonna col Bambino centinata è ricordata almeno da metà Settecento all'altare della navata destra, e con i Cori angelici dello stesso e di Paolo Schiavo formava forse un unico complesso, e una Madonna in trono col Bambino tra i Santi Caterina d'Alessandria, Giovanni Battista, Pietro e Ansano, del settimo decennio. Anche un'Annunciazione di Jacopo del Sellaio dei primi anni settanta del Quattrocento, che era al secondo altare sinistro, è oggi al museo.

## Altre immagini

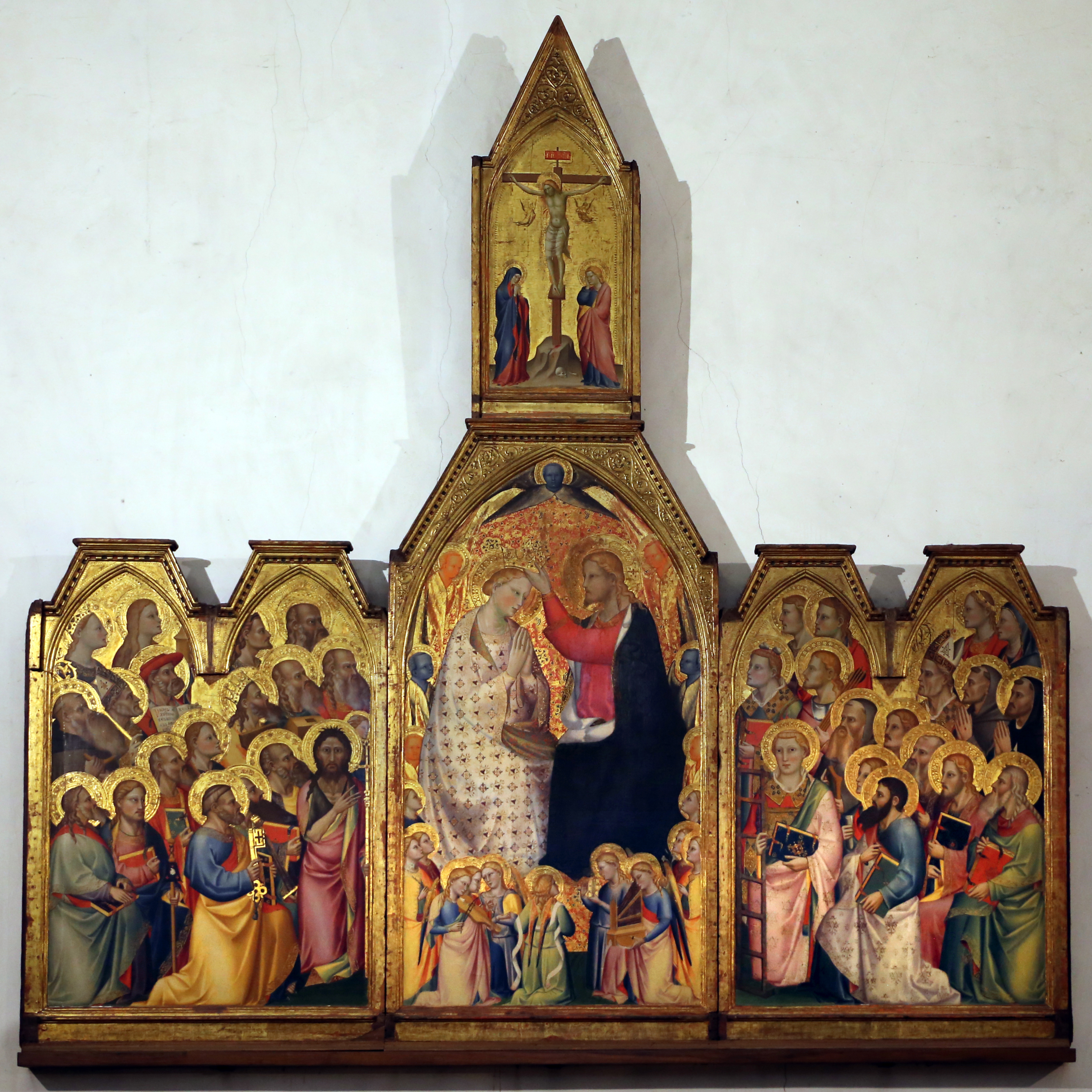
Polittico di Giovanni del Biondo
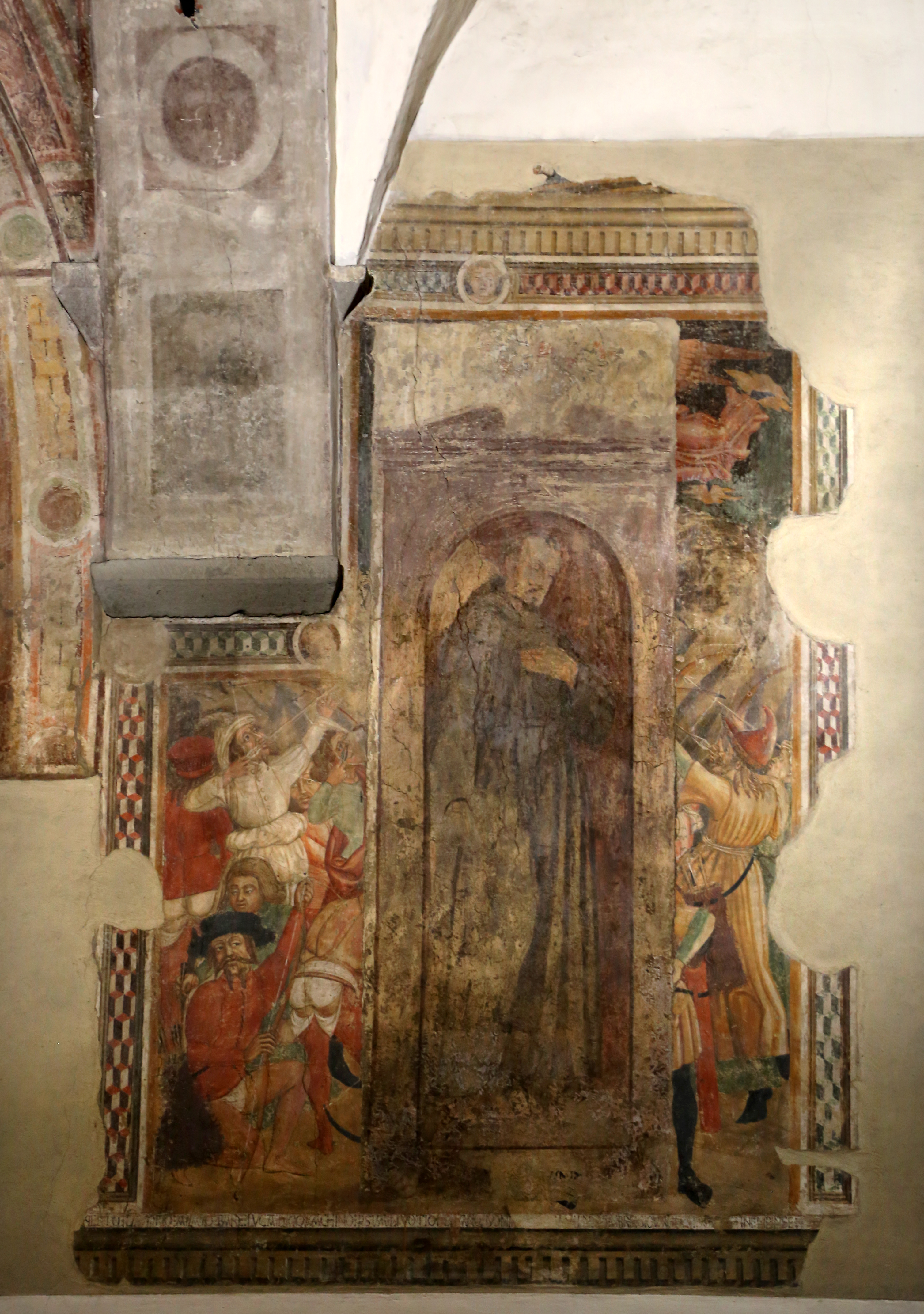
Affreschi dello Scheggia
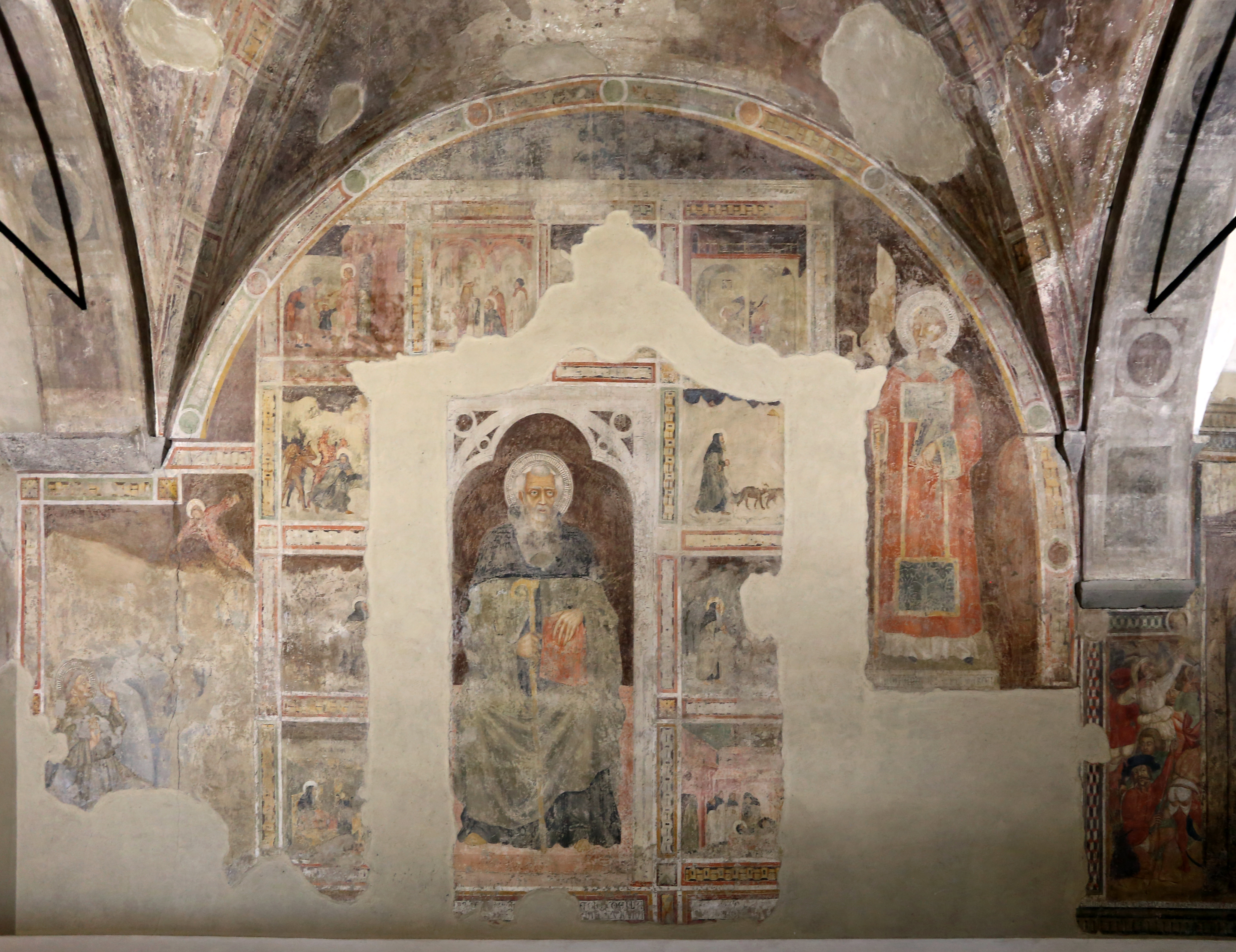
Affreschi dello Scheggia
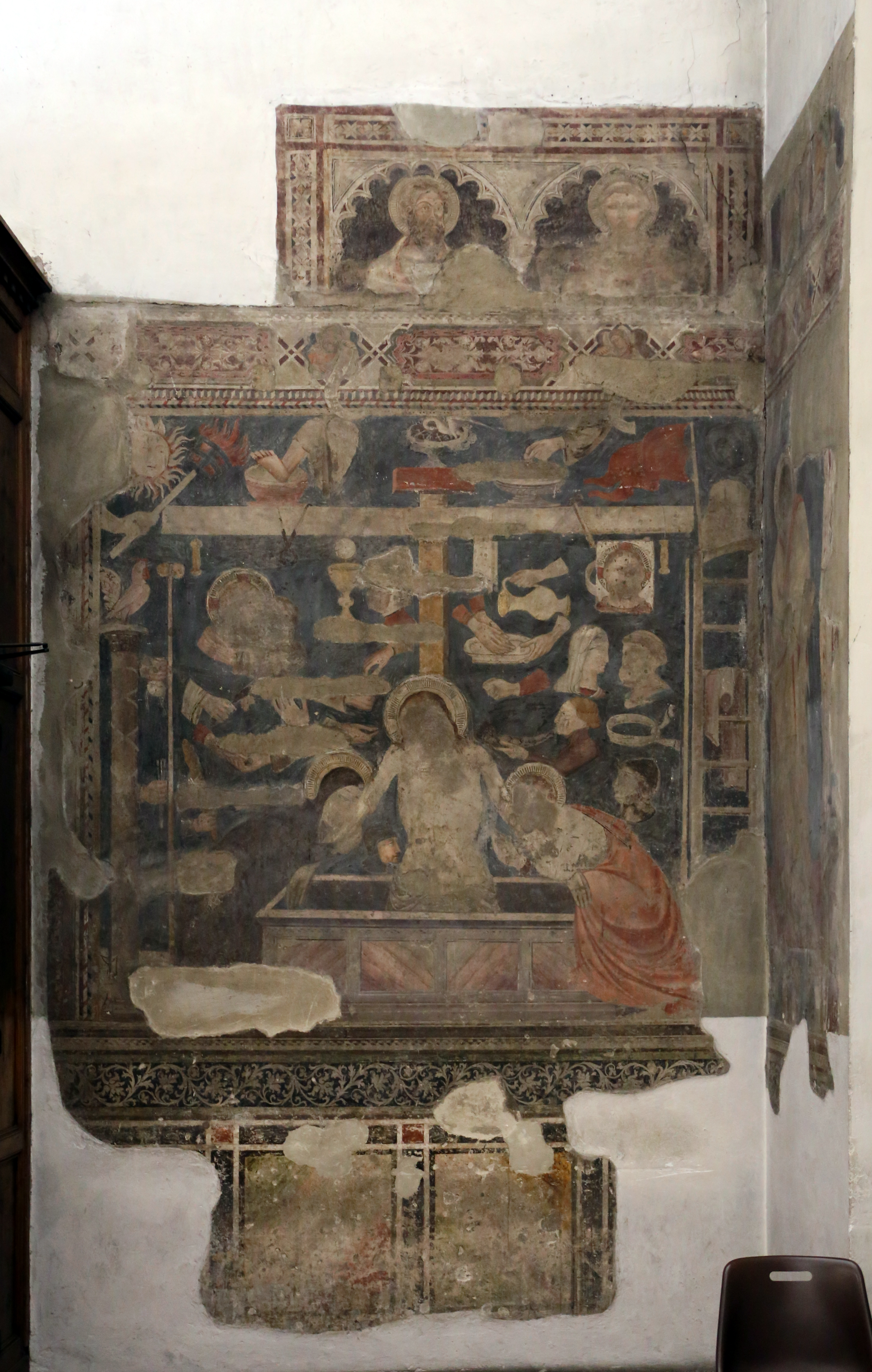
Pietà di Mariotto di Nardo